# 博扬·克尔斯泰夫斯基
博扬·克尔斯泰夫斯基（1989年6月4日—），北馬其頓籃球運動員，曾效力於北馬其頓球隊Kavala B.C.。他也代表北馬其頓國家男子籃球隊參賽。